# Domingo Sangriento (1972)
El Domingo Sangriento de 1972 (en inglés: Bloody Sunday) o Masacre de Bogside fue una masacre ocurrida el 30 de enero de 1972, cuando soldados británicos dispararon a 26 civiles desarmados durante una marcha de protesta en la zona de Bogside, en Derry, Irlanda del Norte. Murieron catorce personas: trece murieron en el acto, mientras que la muerte de otro hombre, cuatro meses después, se atribuyó a sus heridas. Muchas de las víctimas recibieron disparos mientras huían de los soldados, y otras recibieron disparos mientras intentaban ayudar a los heridos. Otros manifestantes resultaron heridos por metralla, balas de goma o porras, dos fueron atropellados por vehículos del ejército británico y algunos fueron golpeados.  Todas las víctimas eran católicas. La marcha había sido organizada por la Asociación por los derechos civiles de Irlanda del Norte (NICRA) para protestar contra el internamiento o confinamiento sin juicio. Los soldados pertenecían al 1.er Batallón del Regimiento de Paracaidistas ("1 Para"), el mismo batallón implicado en la masacre de Ballymurphy varios meses antes.
El gobierno británico realizó dos investigaciones. El Tribunal Widgery, que se celebró después, eximió en gran medida de culpa a los soldados y a las autoridades británicas. Describió algunos de los disparos de los soldados como "rayanos en la imprudencia", pero aceptó sus afirmaciones de que habían disparado a hombres armados y a lanzadores de bombas. El informe fue ampliamente criticado como un "blanqueamiento" de la situación. En 1998 se creó la Investigación Saville, presidida por Lord Saville de Newdigate, para volver a investigar el incidente de forma mucho más exhaustiva. Tras doce años de investigación, el informe de Saville se hizo público en 2010 y concluyó que los asesinatos fueron "injustificados" e "injustificables". Se concluyó que todos los que fueron abatidos estaban desarmados, que ninguno suponía una amenaza grave, que no se lanzaron bombas y que los soldados "presentaron a sabiendas versiones falsas" para justificar sus disparos. Los soldados negaron haber disparado a las víctimas mencionadas, pero también negaron haber disparado a alguien por error. Tras la publicación del informe, el primer ministro británico, David Cameron, pidió disculpas formalmente. A continuación, la policía inició una investigación sobre los asesinatos. Un ex soldado fue acusado de asesinato, pero el caso se abandonó dos años después al considerarse inadmisibles las pruebas.
El Domingo Sangriento llegó a ser considerado como uno de los acontecimientos más significativos del conflicto norirlandés, porque muchos civiles fueron asesinados por las fuerzas del Estado, a la vista del público y de la prensa. Fue el mayor número de personas muertas en un tiroteo durante el conflicto y se considera el peor tiroteo masivo de la historia de Irlanda del Norte. El Domingo Sangriento avivó la hostilidad de católicos y nacionalistas irlandeses hacia el ejército británico y agravó el conflicto. Aumentó el apoyo al Ejército Republicano Irlandés Provisional (IRA) y se produjo un aumento del reclutamiento en la organización, especialmente a nivel local. La República de Irlanda celebró un día de luto nacional y grandes multitudes asediaron e incendiaron la embajada británica en Dublín.

## Antecedentes
El conflicto de Irlanda del Norte entre republicanos y unionistas se encontraba, al inicio de la década de los 70, en su punto más crítico. No eran infrecuentes las muertes de uno u otro signo, en atentados de las diversas facciones del IRA o en intervenciones de la policía del Úlster o del Ejército británico, desplegado en la zona católica de Derry desde la batalla del Bogside de agosto de 1969.
Por otro lado, el importante movimiento por los derechos civiles activo en todo el Úlster era representado por la Asociación por los derechos civiles de Irlanda del Norte (NICRA). Esta contaba con un fuerte apoyo popular, en sus reivindicaciones en contra de la discriminación contra los católicos (gerrymandering, sufragio censitario). A inicios de 1972, el tema más candente era la imposición del internment (detención y encarcelamiento sin juicio de los sospechosos de pertenencia al IRA) impuesto por el gobierno norirlandés el 9 de agosto de 1971 a través del Acta de Poderes Especiales. Solo en unos días centenares de personas habían sido detenidas.
Como respuesta, los habitantes de Derry/Londonderry "cerraron" la entrada a los barrios de Bogside y Creggan a las fuerzas del orden y el Ejército británico, levantando barricadas alrededor de la zona y convirtiéndola en una no-go area. Era la tercera, y sería la última ocasión, en que nacía el denominado Derry Libre.

## Historia

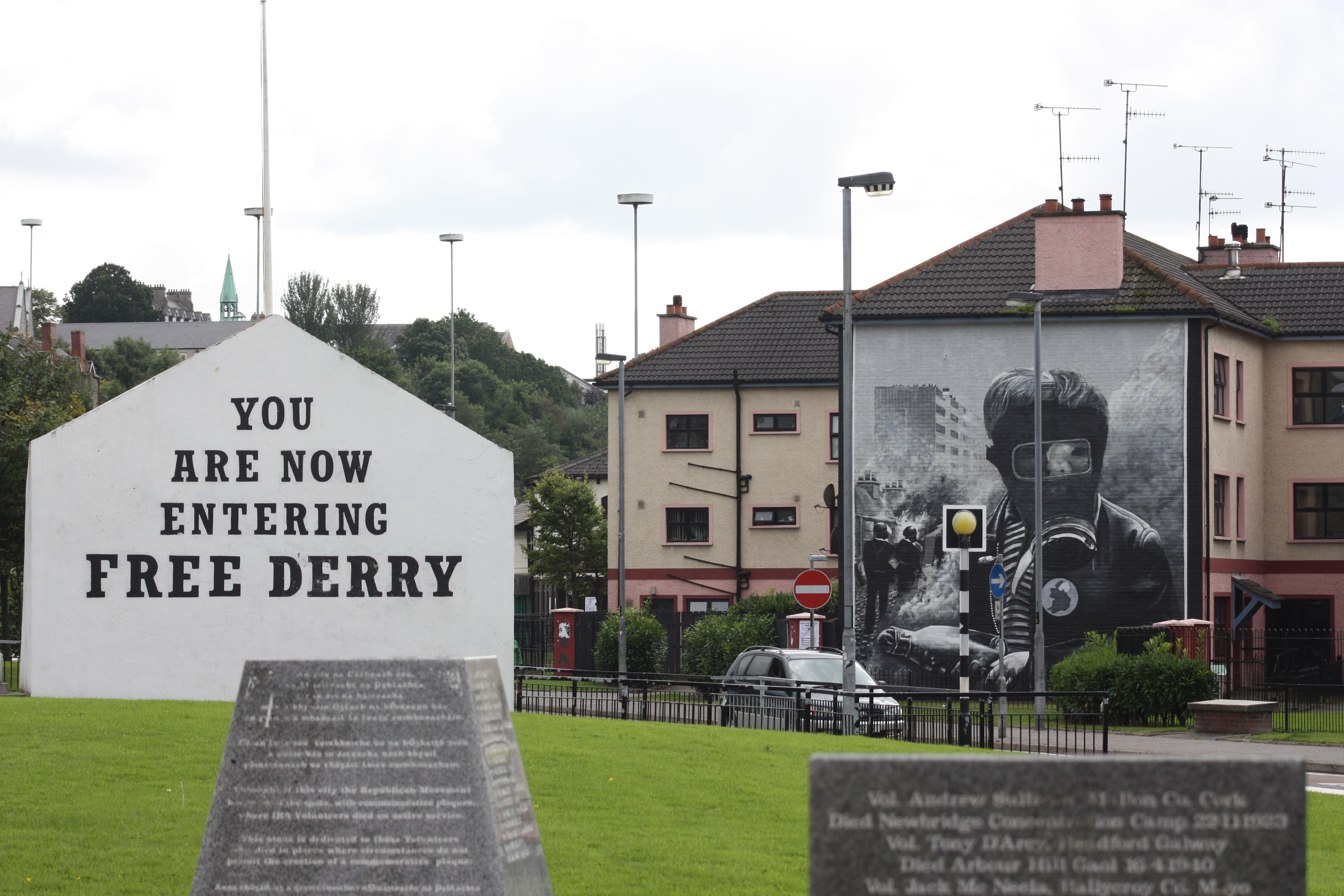
La Free Derry corner aún sobrevive en el Bogside, Derry. Fue pintada por primera vez en enero de 1969 por el activista John Casey.

El domingo 30 de enero de 1972, en un incidente que desde entonces se calificaría como Domingo Sangriento, 14 hombres y jóvenes desarmados murieron a causa de los disparos de la fuerza paracaidista británica después de una manifestación organizada por la Asociación por los derechos civiles de Irlanda del Norte en el barrio del Bogside de la ciudad de Derry, en Irlanda del Norte. La manifestación fue promovida entre otros por Ivan Cooper para protestar por la encarcelación sin juicio de gente irlandesa, predominantemente católica, en Irlanda del Norte. En la ciudad de Derry, en aquellos momentos, los nacionalistas habían establecido un área "no-go" (donde no podían actuar las fuerzas del orden británicas) en lo que se conoció como Free Derry, y que abarcaba los barrios del Bogside y Creggan.
Las autoridades británicas habían prohibido que la marcha traspasara las "fronteras" de dicha área (en contra de la convocatoria inicial de los manifestantes, que preveían acabar la marcha en el centro de Derry). Para evitar incidentes, los organizadores solicitaron y consiguieron el compromiso de las dos facciones del IRA activas en aquel momento (IRA Oficial e IRA Provisional) de que suspendieran sus actividades ese día, para conseguir una marcha pacífica y multitudinaria. Además, a la vista de la prohibición de salir del Derry Libre, durante la marcha se decidió abandonar el recorrido inicial y terminar la concentración en la Free Derry corner, la famosa esquina de las calles Fahan y Lecky con la pintada You are now entering Free Derry. Fue entonces cuando, desgajándose del grupo principal, un grupo de unos cincuenta manifestantes siguió por William St. y paró junto a una de las barricadas, increpando a los soldados que las ocupaban, lanzando piedras y botellas. Unos minutos después las tropas británicas se lanzaron contra los manifestantes; en otra zona, varias tanquetas se adentraron por Rossville St. Ante la huida de los manifestantes, los británicos abrieron fuego.

## Las víctimas
Catorce manifestantes murieron por disparos de los paracaidistas británicos:
- Jackie Duddy (17 años), fue alcanzado por un disparo en el hombro en el aparcamiento de Rossville Park. La bala le atravesó saliendo por la parte izquierda del pecho.[17] Cuatro testigos declararon que le abatieron mientras corría desarmado huyendo de los disparos. Tres de ellos afirmaron haber visto a un soldado apuntar deliberadamente hacia él.

- Patrick Joseph Doherty (31 años), fue tiroteado por la espalda mientras se arrastraba buscando refugio. Doherty fue sujeto de una serie de fotografías, tanto antes como después de su muerte, llevadas a cabo por el fotógrafo francés Gilles Peress.[17] Aunque el testimonio de un soldado le señalaba como portador de un arma con la que pudo haber disparado contra las tropas británicas, el informe Widgery reconoció posteriormente que en las fotografías se le podía ver desarmado, resultando negativas las pruebas forenses buscando residuos de haber utilizado un arma de fuego.

- Bernard McGuigan (41 años) que había estado escondido en la esquina de los pisos Rossville, salió agitando un pañuelo blanco para avisar de sus intenciones, tratando de llegar hasta Patrick Doherty, que yacía moribundo. En su camino recibió un disparo en la cabeza.[18]

- Hugh Gilmore (17 años) fue abatido cuando corría hacia los pisos Rossville huyendo de los disparos. Tenía heridas de bala en la parte derecha y la parte izquierda del pecho, además de en el brazo derecho. Probablemente estas heridas se las causaron dos balas.[17]

- Kevin McElhinney (17 años) fue alcanzado por disparos por la espalda mientras se arrastraba buscando refugio. Dos testigos declararon que iba desarmado. La bala le entró por el glúteo izquierdo, saliendo por la parte izquierda de su pecho, cerca del hombro.[17]

- Michael G. Kelly (17 años) recibió un tiro en el estómago mientras permanecía junto a la barricada de escombros próxima a los pisos de Rossville St.[17] En el informe Widgery se reconoció que iba desarmado.

- John Pius Young (17 años) fue herido de bala en la cabeza mientras estaba en la barricada de escombros.[17] Dos testigos declararon que estaba desarmado.

- William Noel Nash (19 años) recibió un tiro en el pecho cerca de la barricada.[17] Los testigos declararon que Nash estaba desarmado e iba en ayuda de uno de los heridos cuando fue abatido.

- Michael M. McDaid (20 años) fue herido de bala en la cara junto a la barricada mientras se alejaba de los paracaidistas. La trayectoria de la bala, que entró por su mejilla izquierda saliendo por la parte superior derecha de su espalda,[17] indica que podría haber sido abatido por un tirador desde las posiciones que las tropas británicas ocupaban sobre las murallas de la ciudad.

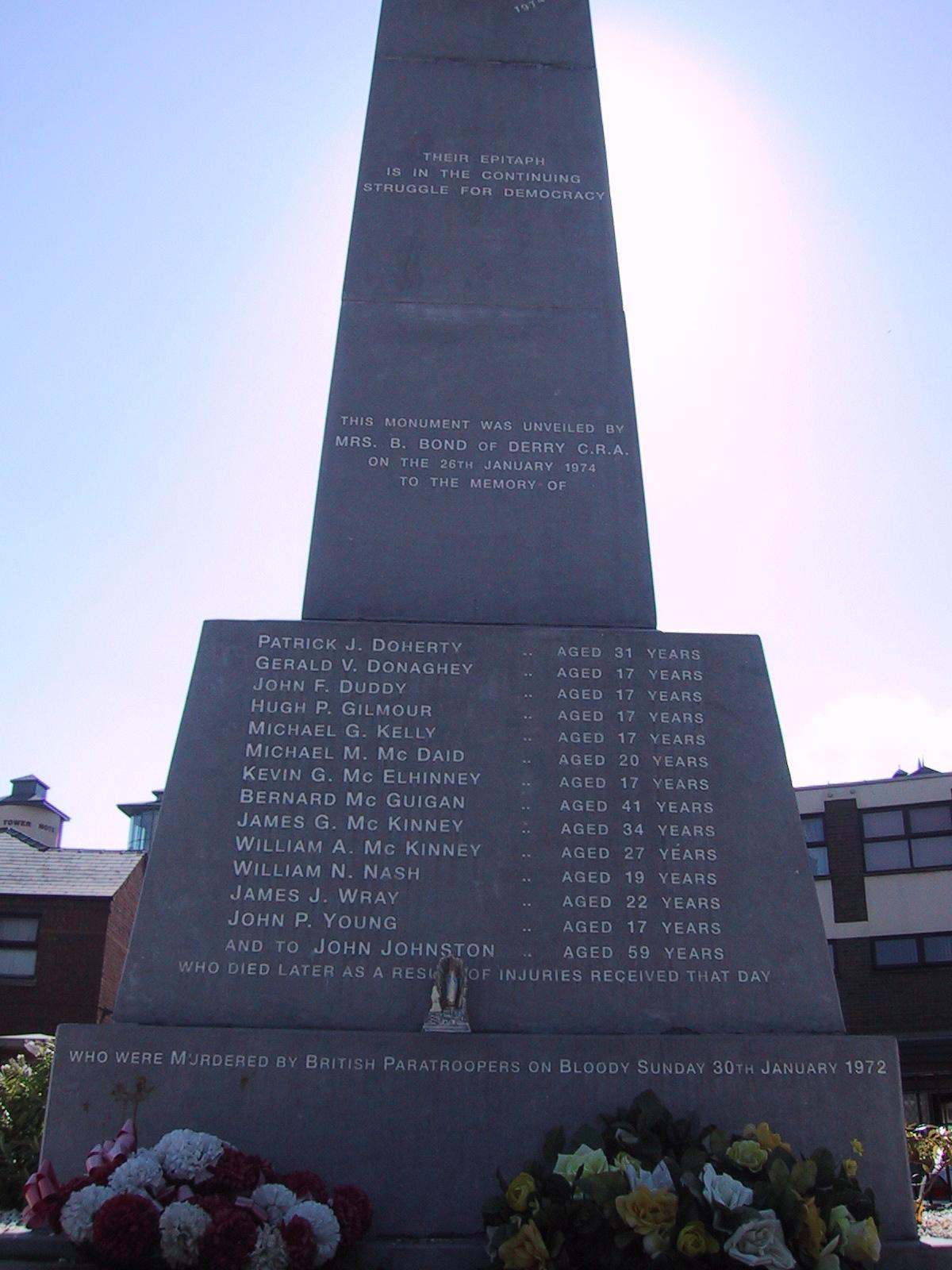
Monumento en recuerdo de las trece (más una) víctimas del Domingo Sangriento en Derry.

- James Joseph Wray (22 años) fue herido y posteriormente rematado por disparos a corta distancia cuando yacía en el suelo. Testigos que no fueron llamados a declarar para el informe Widgery afirmaron que Wray estaba pidiendo ayuda, gritando que no podía mover las piernas, cuando le dispararon por segunda vez. Un testigo (el padre O'Keefe) afirmó que iba desarmado.[17]

- Gerald Donaghy (17 años) fue herido en el estómago mientras corría buscando refugio entre Glenfada Park y Abbey Park. Fue llevado a una casa vecina, donde le examinó un doctor. Allí le vaciaron los bolsillos con objeto de identificarlo. Una fotografía posterior de la policía mostraba el cadáver de Donaghy con varias bombas de clavos en los bolsillos. Ni los que le registraron en la casa ni el oficial médico que certificó su muerte poco después declararon haber visto ninguna bomba. Donaghy era miembro del Fianna-Éireann, un movimiento juvenil conectado con el IRA. Paddy Ward declaró en una investigación posterior que le había entregado dos bombas de clavos a Donaghy unas horas antes.

- Gerald (James) McKinney (34 años) fue abatido justo después de Gerald Donaghy. Los testigos declararon que McKinney había estado corriendo detrás de Donaghy. Cuando le vio caer, se detuvo y levantó los brazos, gritando "¡No disparen! ¡No disparen!". En ese momento recibió un disparo en el pecho.

- William A. McKinney (27 años) fue tiroteado por la espalda cuando abandonó el refugio en el que estaba para ayudar a Gerald McKinney (con el que no le unía ningún parentesco, pese al apellido).

- John Johnston (59 años) fue herido en una pierna quince minutos después de haberse iniciado el tiroteo. Murió por causa de sus heridas cuatro meses y medio más tarde, en junio de 1972.[18] Johnston fue la única víctima que no asistía a la marcha; iba de camino a visitar a un amigo en Glenfada Park.

## Consecuencias
En los días siguientes se produjeron graves incidentes en todo el mundo en protesta por lo ocurrido: la embajada británica en Dublín fue incendiada, en Belfast se produjeron atentados con bomba por parte del IRA. Manifestaciones en Milán, atentados en Berlín Occidental. Incluso en Nueva York se registraron amenazas a los establecimientos comerciales británicos, con disturbios frente al Consulado de Boston. Al día siguiente de los hechos, la diputada independiente Bernadette Devlin, presente en la manifestación, abofeteó al Ministro del Interior británico, Reginald Maudling, increpándole: "ayer me disparó su ejército", "hipócrita asesino". Unas 15 000 personas asistieron a los funerales por las víctimas. En el ámbito internacional, existió el temor de que el incidente significara el estallido de una guerra entre Irlanda y el Reino Unido, justo cuando ambos países ingresarían ese mismo año a la Comunidad Económica Europea, aunque al final ni siquiera se rompieron las relaciones diplomáticas entre ambos países.
El primer ministro británico, Edward Heath, encargó una investigación inmediata tras los incidentes al Presidente del Tribunal Supremo, Lord Widgery. Dicha investigación fue presentada en menos de tres meses, y sus conclusiones exoneraban a los soldados que habían participado en la matanza, al entender que actuaban en defensa propia. No se demostró que ninguna de las víctimas, u otros manifestantes, fueran armados pero sí que algunos de ellos habían sido tiroteados y asesinados por la espalda.
Aunque el recrudecimiento de las actividades del IRA contra el gobierno británico había empezado tres años antes del Domingo Sangriento, la organización todavía era débil y pequeña; de hecho, grafitis en muchos lugares antes del día fatídico afimaban que IRA significaba I Ran Away (Yo hui), aludiendo claramente a la inactividad y supuesta falta de valentía que demostraba en dicha época. De cualquier manera, el Domingo Sangriento provocó una oleada de apoyo al IRA, aumentando sensiblemente el número de reclutamientos de la organización. Los disturbios que siguieron a esta jornada llevaron a la suspensión de la Asamblea de Irlanda del Norte y la imposición del gobierno directo desde Londres (Direct Rule).
Ante las dudas no resueltas durante veinte años, en 1998 el entonces primer ministro británico Tony Blair encargó una "nueva investigación judicial completa".
El 15 de junio de 2010, el recién elegido primer ministro, David Cameron, publicó el resultado de la investigación. Las conclusiones fueron que los fallecidos iban desarmados y que fueron los soldados británicos quienes dispararon, siguiendo órdenes que no deberían haber sido dadas. Cameron pronunció estas frases en su discurso: 

Algunos miembros de las Fuerzas Armadas actuaron mal. El Gobierno es el responsable último de las Fuerzas Armadas. Y por eso, en nombre del Gobierno -y desde luego en nombre del país- estoy profundamente consternado [...] ninguna de las víctimas planteaba una amenaza de causar la muerte o heridas graves o estaba haciendo algo que desde ningún punto de vista justificara que se disparara contra ellos".

### En español
- Diario La Vanguardia. Edición del 1 de febrero de 1972. En portada, Trece muertos en Londonderry.

### En inglés
- The Bloody Sunday Inquiry Web
- The Bloody Sunday Trust Web
- BBC Coverage: The Bloody Sunday Inquiry
- CAIN Web Service
- Guardian Coverage
- Remembering Bloody Sunday
- Bloody Sunday 26 years on... The New Inquiry
- "Bloody Sunday" film from 2002
- "Sunday" film 2002

#### Eventos del día
- Guardian Interactive Guide
- BBC Interactive Guide

#### Cobertura de la época
- "13 killed as paratroops break riot" de The Guardian, Lunes 31 de enero de 1972
- "Bogsiders insist that soldiers shot first" de The Guardian, Martes 1 de febrero de 1972

#### Importancia e impacto
- "Shootings 'triggered decades of violence'"

- Datos: Q190819
- Multimedia: Bloody Sunday, Derry / Q190819